# Elżbieta Janiszewska-Kuropatwa
Elżbieta Helena Janiszewska-Kuropatwa (ur. 1946) – polska inżynier, nauczyciel akademicki, urzędnik, ekonomistka, polityk, w latach 2006–2008 podsekretarz stanu w Ministerstwie Budownictwa i Ministerstwie Infrastruktury.

## Życiorys
Ukończyła studia magisterskie na Wydziale Inżynierii Lądowej Politechniki Warszawskiej oraz studia podyplomowe na Politechnice Warszawskiej i w Szkole Głównej Handlowej w Warszawie. Została mianowanym urzędnikiem służby cywilnej, posiada przyznany III stopień służbowy.
Pracowała w konsorcjach budowlanych jako kierownik budowy i przygotowania inwestycji oraz dyrektor ds. technicznych w zakresie programowania i przygotowania do realizacji inwestycji. W latach 1995–2005 oraz 2009–2014 pełniła funkcję dyrektora departamentu wyrobów budowlanych w Głównym Urzędzie Nadzoru Budowlanego. Była też wykładowcą na Politechnice Warszawskiej oraz w SGH.
Jest współautorem publikacji: Monografia powodzi – lipiec 1997 r., Dorzecze Odry i Dorzecze Wisły oraz komentarza do Prawa budowlanego (2006). Była również konsultantem Banku Światowego.
Była doradcą Samoobrony RP ds. infrastruktury. 23 czerwca 2006 z rekomendacji tej partii objęła stanowisko wiceministra budownictwa, który sprawowała do 5 lutego 2008 (od października 2007 w ramach Ministerstwa Infrastruktury).
Od 2008 do 2012 była sekretarzem generalnym Polskiego Związku Inżynierów i Techników Budownictwa.  Od 2012 do 2015 pełniła funkcję prezesa oddziału, a w 2018 została wiceprezesem zarządu głównego Stowarzyszenia Inżynierów i Techników Przemysłu Materiałów Budowlanych. W 2020 minister funduszy i polityki regionalnej Małgorzata Jarosińska-Jedynak powołała ją w skład Rady Dostępności.

## Odznaczenia
W 2000, za wybitne zasługi w pracy zawodowej w dziedzinie nadzoru budowlanego, została odznaczona przez prezydenta Aleksandra Kwaśniewskiego Krzyżem Kawalerskim Orderu Odrodzenia Polski. Odznaczoną ją także Złotym i Brązowym Krzyżem Zasługi oraz Złotymi i Srebrnymi Odznakami Honorowymi NOT, PZITB i SITPMB